# Les Saisons de la mer
Les Saisons de la mer est un récit pour adolescents de Monique Corriveau inspiré des souvenirs d'enfance d'Helena Frecker, paru en 1975. Il a été traduit en anglais en 1989.

## Résumé
Décembre 1912. la petite Marie-Lou McGuire vit sur l’île d’Odérin, dans la baie de Placentia à Terre-Neuve, dans un petit port de pêche sur le déclin. À la sortie de l’école, elle s’aventure seule sur les glaces du rivage, sans son chien Pierrot pour veiller sur elle, et sera rescapée par son frère David, revenu de Saint-Jean pour les Fêtes. Ainsi débute le portrait de la vie quotidienne de Mari-Lou, entre petits drames et grands émerveillements, de sa famille et du village : son père Philippe, magistrat et marchand, sa mère aimante Isabelle, son ami Tom qui rêve d’être pêcheur, Angus, le vieux pêcheur écossais.

## Récompense
- Prix Alvine-Bélisle attribué par l'Association pour l'avancement des sciences et des techniques de la documentation (ASTED), à titre posthume, en 1976[1],[2]
- (international) « Honor List » 1978[3], de l' IBBY.

## Éditions
- Les Saisons de la mer (roman), Montréal, Fides, coll. « du Goéland », 1975 (illustrations de Louise Méthé), 154 p.  (ISBN 0-7755-0545-5)
- Seasons of the Sea, Toronto, Douglas & McIntyre, 1989 (traduction et abrègement de David Homel, illustrations de Debi Perna), 96 p.[4]